# Cultuurkaart
De Cultuurkaart is een culturele creditcard voor alle leerlingen uit het voortgezet onderwijs in Nederland. CJP introduceerde de Cultuurkaart in november 2008 in opdracht van het ministerie van OCW. Aan de Cultuurkaart is een bedrag gekoppeld dat klassikaal of individueel kan worden uitgegeven bij de aangesloten culturele instellingen. De Cultuurkaart biedt ook dezelfde kortingen als de CJP-pas.
In 2012 beëindigde het ministerie de subsidie, waarna CJP een fonds oprichtte samen met scholen, sponsors en vermogensfondsen om de financiering van de kaart over te nemen. In 2014 besloot de minister om tot in ieder geval 2020 alsnog een financiële bijdrage aan de kaart te leveren. Het tegoed op de Cultuurkaart wordt deels door het ministerie en deels door de deelnemende school gefinancierd.